# Mongrando
Mongrando est une commune d'environ 4 000 habitants, située dans la province de Biella, dans le nord du Piémont, en Italie.

## Administration
| Période                                  | Période | Identité | Étiquette | Qualité |
| ---------------------------------------- | ------- | -------- | --------- | ------- |
|                                          |         |          |           |         |
| Les données manquantes sont à compléter. |         |          |           |         |

### Communes limitrophes
Borriana, Camburzano, Donato, Graglia, Netro, Occhieppo Inferiore, Ponderano, Sala Biellese, Zubiena